# Stara Synagoga w Kozienicach
Stara Synagoga w Kozienicach – nieistniejąca już, drewniana synagoga znajdująca się w Kozienicach przy dawnej ulicy Magietowej.
Synagoga została zbudowana po 1782 roku, czyli zaraz po wielkim pożarze miasta, w którym spłonęła najstarsza synagoga. Została wzniesiona na wniosek Jana Kantego Fontany, lokalnego administratora ekonomii.
Synagoga spłonęła najprawdopodobniej podczas jednego z kolejnych pożarów miasta pod koniec XIX wieku. Na jej miejscu wzniesiono nową, murowaną synagogę.
Drewniany budynek synagogi wzniesiono na planie kwadratu w charakterystycznej wówczas dla drewnianych bożnic architekturze. We wnętrzach synagogi na ścianie wschodniej znajdował się bogato zdobiony aron ha-kodesz, a w centralnym punkcie sali głównej, bima.